# 真夜中のルーレット
「真夜中のルーレット」（まよなかのルーレット）は、1992年8月12日に、東芝EMI / EASTWORLDからリリースされた山下久美子の23枚目のシングル。

## 作品概要
「真夜中のルーレット」は、三貴『ブティックJOY』CMソングに起用された。
前作「!BYE BYE」から約3ヶ月ぶりとなるシングルで、2曲共にアルバム『Sleeping Gypsy』からのシングルカットである。
このシングルから、表題曲のオリジナル・カラオケが収録された。

## 収録曲
| 全作詞: 山下久美子、全作曲: 布袋寅泰、全編曲: 布袋寅泰・門倉聡。 |                                              |            |            |      |
| #                                                                | タイトル                                     | 作詞       | 作曲・編曲 | 時間 |
| 1.                                                               | 「真夜中のルーレット」                       | 山下久美子 | 布袋寅泰   | 3:26 |
| 2.                                                               | 「私を独りにしないでね」                     | 山下久美子 | 布袋寅泰   | 5:40 |
| 3.                                                               | 「真夜中のルーレット」(オリジナル・カラオケ) | 山下久美子 | 布袋寅泰   | 4:41 |
| 合計時間:                                                        | 合計時間:                                    | 13:47      |            |      |